# Вулиця Бескидська (Львів)
Вулиця Бески́дська — вулиця у Личаківському районі міста Львів, у місцевості Великі Кривчиці. Пролягає від вулиці Тарасівської до тупика. Приблизно посередині вулиця розділена залізничною колією Львів—Броди.
Прилучаються вулиці Снігурівська, Краснянська, Гайдучка та проїзд до вулиці Пластової.

## Історія
У 1930-х роках частина вулиці південніше колії мала назву Полтв'яна (нині цю назву має вулиця на Збоїщах), у повоєнні роки називалася Шкільною, від 1963 року — Учбовою. Північна частина вулиці за польських часів мала назву Польна, від 1962 року — Золочівська. У 1993 році вулиці Учбову та Золочівську об'єднали в одну вулицю — Бескидську.

## Забудова
На початку вулиці домінує малоповерхова садибна забудова 1930-х років у стилі конструктивізм та сучасні садиби. Наприкінці вулиці починається район промислової забудови (Північний промвузол).